# Marobela
Marobela ist ein Dorf im Central District von Botswana. Bei der Volkszählung 2011 hatte es 1672 Einwohner.

## Gliederung
Marobela ist in 3 Siedlungen unterteilt:
- Mafongo Lands, 107 Einwohner
- Matapdza, 18 Einwohner
- Ntala, 109 Einwohner

## Söhne und Töchter des Dorfes
- Nijel Amos (* 1994), botswanischer Leichtathlet